# Phalange (os)
Pour les articles homonymes, voir Phalange.

Les phalanges distales en rouge, intermédiaires en bleu et proximales en vert. Le pouce ne possède que deux phalanges, alors que les quatre autres doigts en ont trois.

Os du pied

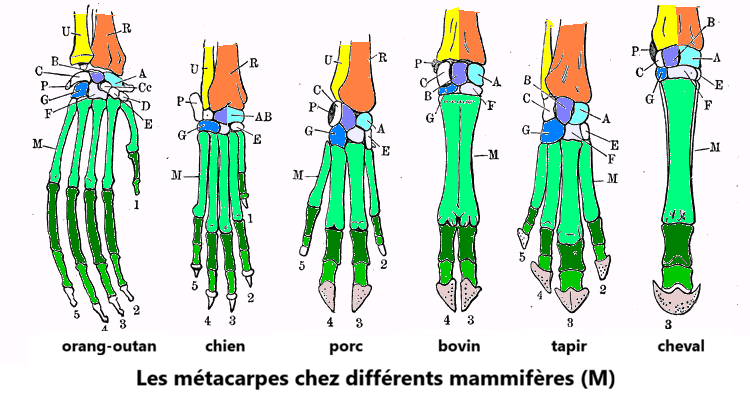
Les phalanges chez divers vertébrés : ensemble des os situés sous les métacarpiens (M).

Les phalanges sont les os longs constituant les extrémités des membres chez les vertébrés, qui forment le squelette des doigts ou des orteils (ou de leur équivalent). Par métonymie, on appelle aussi phalange la partie d'un doigt ou d'un orteil soutenue par un tel os.
Chez les humains, ce sont les phalanges de la main et les phalanges du pied.

## Description
La forme et le nombre des phalanges sont très variables d'une espèce à l'autre.
Les phalanges sont des os longs constitués d'une diaphyse et de deux épiphyses, dites proximale et distale.
La formule phalangienne détermine le nombre de phalanges par doigt, sous la forme d'une série de cinq chiffres. La formule phalangienne de l'humain est 2-3-3-3-3, ce qui signifie ∶ deux phalanges pour le pouce et trois phalanges pour les quatre autres doigts.
La plupart des mammifères terrestres ont une formule 2-3-3-3-3 pour les membres antérieurs et postérieurs. Les reptiles primitifs avaient généralement la formule 2-3-4-4-5, et ce schéma, avec quelques modifications, est resté chez un grand nombre des reptiles actuels.
La formule phalangienne des nageoires des cétacés varie considérablement, en raison de l'hyperphalangie (augmentation du nombre de phalanges dans les doigts). Chez les baleines à bosse, par exemple, la formule phalangienne est 0-2-7-7-3 ; chez les globicéphales, la formule est 1-10-7-2-1.
Les phalanges directement en contact du métacarpe ou du métatarse sont dites phalanges proximales, et celles de l'extrémité sont dites phalanges distales ; les autres sont dites phalanges moyennes ou intermédiaires.
Les phalanges sont unies entre elles par les articulations interphalangiennes.

## Anatomie fonctionnelle
Le rôle des phalanges varie fortement d'une espèce à l'autre.
- chez les primates, elles jouent le rôle d'organe de préhension ;
- elles constituent les nageoires des cétacés ;
- elles constituent les ailes des chiroptères ;
- chez les gorilles, elle servent d'appui au sol.

Les phalanges distales peuvent être porteuses de griffes, d'ongles ou de sabots.

## Mammifères

### Primates
La morphologie des phalanges des primates permet la mise en opposition des doigts, ce qui en fait des organes de préhension sophistiqués.

### Cétacés
Les baleines présentent une hyperphalangie. L'hyperphalangie est une augmentation du nombre de phalanges au-delà de trois phalanges par doigt. L'hyperphalangie était présente chez les reptiles marins éteints - ichtyosaures, plésiosaures et mosasaures - mais pas chez les autres mammifères marins, laissant les baleines comme les seuls mammifères marins à développer cette caractéristique. Le processus évolutif s'est poursuivi au fil du temps, et une forme très dérivée d'hyperphalangie, avec six phalanges ou plus par doigt, a évolué de manière convergente chez les rorquals et les dauphins océaniques.

### Ongulés
Chez les ongulés, le membre antérieur est optimisé pour la vitesse et l'endurance par une combinaison de longueur de foulée et de pas rapide. les segments proximaux des membres antérieurs sont courts avec de gros muscles, tandis que les segments distaux sont allongés avec moins de musculature. Dans deux des principaux groupes d'ongulés, les ongulés à doigts impairs et à doigts pairs, ce qui reste des "mains" — les os métacarpiens et phalangiens - sont allongés dans la mesure où ils servent peu au-delà de la locomotion. La girafe, le plus grand ongulé à doigts pairs, possède de grandes phalanges terminales et des os métacarpiens fusionnés capables d'absorber les chocs de la course.

### Paresseux
Le paresseux passe sa vie suspendu à l'envers à des branches et a des troisième et quatrième doigts hautement spécialisés à cet effet. Ils ont des phalanges proximales courtes et trapues avec des phalanges terminales beaucoup plus longues. Ils ont des deuxième et cinquième métacarpiens résiduels et leur paume s'étend jusqu'aux articulations interphalangiennes distales. La spécialisation arboricole de ces phalanges terminales rend impossible la marche du paresseux sur le sol où l'animal doit traîner son corps avec ses griffes.